# الفارنات
الفارنات (به اسپانیایی: Alfarnate) یک شهرستان در اسپانیا است که در اندلس واقع شده‌است.

## خصوصیات
الفارنات ۳۴ کیلومترمربع مساحت و ۱٬۳۶۲ نفر جمعیت دارد و ۸۸۶ متر بالاتر از سطح دریا واقع شده‌است.